# Prosopocera pseudomaculosa
Prosopocera pseudomaculosa là một loài bọ cánh cứng trong họ Cerambycidae.